# CSKAモスクワ (男子バレーボール)
CSKAモスクワ（ロシア語: ЦСКА Москва）は、ロシア・モスクワを本拠地とする男子バレーボールクラブ。

## 歴史
1946年、CSKAモスクワ創設。ソ連リーグから通算28回のリーグ最多優勝を誇り、欧州チャンピオンズリーグ（当時チャンピオンズカップ）の初代王者で、最多優勝13回を飾っていることでも知られる欧州を代表する強豪クラブであったが、深刻な財政問題によりスーパーリーグから降格し、衰退して行った。2008年に現在のクラブの形へ再建された。

## 主な成績
ソ連リーグ／ ロシアリーグ
- 優勝：1955、1958、1965、1966、1970、1971、1972、1973、1974、1975、1976、1977、1978、1979、1980、1981、1982、1983、1985、1986、1987、1988、1989、1990、1991、1994、1995、1996

 ソ連カップ／ ロシアカップ
- 優勝：1980、1984、1985、1994

 欧州チャンピオンズリーグ
- 優勝：1960、1962、1973、1974、1975、1977、1982、1983、1986、1987、1988、1989、1991

 欧州スーパーカップ
- 優勝：1987、1988、1991

## 歴代所属選手
- ドミトリー・フォーミン
- スタニスラフ・ディネイキン
- アレクセイ・ベルボフ